# Потёмкин, Павел Сергеевич
Граф (1795) Па́вел Серге́евич Потёмкин (27 июня (8 июля) 1743 — 28 марта (8 апреля) 1796) — русский военный и государственный деятель из рода Потёмкиных.

## Биография
Родился 27 июня (8 июля) 1743 года, сын Сергея Дмитриевича Потёмкина (1694 — 1772) от брака с Анной Михайловной, урождённой княжной Кропоткиной. Приходился дальним родственником князю Потёмкину-Таврическому. Отец, в прошлом асессор воеводы Калужской провинции, квартирьер полицмейстерской канцелярии в Санкт-Петербурге и секунд-майор к тому времени уже 10 лет как был уволен от службы. Был одним из трёх сыновей; его братья: Михаил (1744—1791) и Александр.
В 1756 году 13-летнего Павла записали на военную службу в лейб-гвардии Семёновский полк. До действительной службы он окончил Московский университет.

### Военная карьера
Участвовал в русско-турецкой войне 1768—1774 годов. «Перейдя в действующие войска в первую турецкую кампанию, — писал биограф Павла Потёмкина П. П. Каратыгин, — будучи уже капитан-поручиком и камер-юнкером, он 22 сентября 1770 года награждён орденом Св. Георгия 4-й степени» за храбрость в сражениях против турок; 26 ноября 1775 года награждён тем же орденом 3-й степени за № 52
В 1773 году по открытии на город Силистрию нашей батареи, когда турки переехали из того города на 150 лодках от острова Кегай, а другие несколько ниже из 6-ти больших судов, с великим стремлением ударили на нашу батарею, тогда он с находящимися у прикрытия двумя баталионами встретил их на штыках и все вышедшие тут турки были переколоты, а выстрелами пушечными потоплен один канчабас.
Благодаря покровительству троюродного брата Григория Александровича Потёмкина Павел Сергеевич быстро продвигался по службе и был известен Екатерине II как храбрый и способный офицер.

### Руководитель секретных следственных комиссий в ходе Пугачёвского бунта
Указом Екатерины II от 11 июня 1774 года назначен начальником Казанской и Оренбургской секретных комиссий по расследованию и наказанию участников Пугачёвского бунта. Находился в Казани в момент её взятия войсками Пугачёва 15 июля 1774 года, вместе с гарнизоном и горожанами заперся в Казанском кремле. Лишь быстрый подход отряда Михельсона спас кремль от штурма.
Лично руководил проведением допросов пленённых пугачёвских атаманов И. Н. Белобородова, И. Н. Зарубина, И. И. Ульянова и других в Казани, позже в Симбирске. В октябре 1774 года совместно с генерал-аншефом Петром Паниным, военным руководителем подавления восстания, проводил допросы Емельяна Пугачёва в Симбирске, а затем участвовал в проведении генерального следствия в Москве.
После поимки Пугачева Потёмкин отправил воззвание к башкирам и грозил им, что если они до 1-го октября не успокоятся, то для усмирения их будут присланы арнауты и запорожцы. Опасаясь новых разорений, башкиры прислали 12 старшин. Одного из более важных депутатов Потёмкин отправил в Санкт-Петербург к князю Григорию Потёмкину и выражал надежду, что все башкиры последуют этому примеру. Но восстание в землях башкир остановить полностью не удалось.
Дабы удостоверить население в поимке злодея, Потёмкин просил Екатерину II, чтобы Пугачёва везли в Москву через Казань, но императрица не согласилась на это. В начале декабря следствие над преступниками, производимое князем Волконским, Потёмкиным и Шешковским, было окончено и донесение о нём отправлено в Санкт-Петербург. Потемкину было поручено вместе с И. И. Козловым и князем Волконским составить сентенцию (приговор военного суда).
По окончании следствия и суда в январе 1775 года Потёмкин был награждён шпагой с алмазами; 28 июня 1778 года произведён из камер-юнкеров в камергеры и награждён орденом Св. Александра Невского.
С октября 1781 по июнь 1782 года за отсутствием графа Я. А. Брюса исправлял должность генерал-губернатора Тверского наместничества.

### На Северном Кавказе (1782—1787)
Осенью 1782 года генерал-поручик Павел Сергеевич принял командование русской армией на Северном Кавказе, сменив скончавшегося в сентябре Фёдора Фабрициана.
В конце 1782 года Картли-Кахетинский царь Ираклий II обратился к и императрице России Екатерине II с просьбой принять Грузию под покровительство России. Стремясь упрочить позиции России в Закавказье, Екатерина II предоставила Павлу Потёмкину широкие полномочия для заключения договора с царём Ираклием. Уполномоченными с грузинской стороны были князья Иванэ Багратион-Мухранский и Гарсеван Чавчавадзе; 24 июля 1783 года в крепости Георгиевск был подписан Георгиевский трактат
В сентябре 1783 года русские отряды во главе с генерал-поручиком Павлом Сергеевичем Потёмкиным и генерал-поручиком Александром Николаевичем Самойловым перешли Терек, опустошили Чечню и нанесли поражение чеченским отрядам в боях под Атагами и Ханкалой, на реках Валерик, Гехи, Гойты и Рошня .
В 1784 году П. С. Потёмкин был назначен генерал-губернатором Саратовского наместничества (занимал должность по 1787 год). При этом уже в 1785 году он был назначен генерал-губернатором Кавказского наместничества, одновременно с Саратовским наместничеством (занимал должность по 1792 год)
В августе 1787 года генерал-поручик Павел Потёмкин возглавил русский корпус (8000 человек), который переправился через реку Кубань; 21 сентября отряды шейха Мансура (чеченцы и ногайцы) атаковали авангард корпуса генерал-поручика Павла Потёмкина, но были отбиты.

### Русско-турецкая война (1787—1791)
С начала русско-турецкой войны находился в действующей армии, участвовал во взятии Измаила, за отличие при штурме награждён орденом Св. Георгия 2-го класса.
Указом императрицы Екатерины II от 3 июня 1791 года Потёмкину была пожалована суконная фабрика в селе Глушково Курской губернии со всеми селениями, людьми и с землями.
В 1794 году участвовал в боевых действиях в Польше, в том числе при взятии Праги. По окончании боевых действий получил звание генерал-аншефа, а в 1795 году — титул графа.
В январе 1796 года был обвинен в соучастии в убийстве и ограблении персидского принца Идаст-Хана в 1786 году. Защищая себя от несправедливых обвинений, Потёмкин написал стихотворение «Глас невинности». Не выдержав удара, он заболел горячкой и умер 28 марта (8 апреля) 1796 года в Москве. Похоронен в семейной усыпальнице в селе Никольское-Колчево, Подольского уезда Московской губернии, в храме св. Николая Чудотворца.

## Награды
- За оказанную храбрость в разных сражениях против турок 22 сентября 1770 получил орден Святого Георгия 4-й степени;
- В июле 1775 при торжестве мира с Турцией пожалована шпага с алмазами;
- 26 ноября 1775 награждён орденом Святого Георгия 3-й степени;
- В 1777 награждён орденом Святой Анны;
- 28 июля 1778 получил орден Святого Александра Невского;
- 25 марта 1791 награждён Георгиевской звездой 2-й степени;
- В 1795 варшавянами поднесена золотая табакерка, посреди которой был медальон, осыпанный бриллиантами.

## Сочинения
Поэт-любитель, автор ряда стихотворных произведений. По словам И. Дмитревского, Потёмкин был «человек с большим талантом, и если бы не посвятил всего себя военной службе, то был бы отличным писателем».
- Переводы: «Восстановление наук и художеств способствовало ли к исправлению нравов?» (1768); «Новая Элоиза» (1769); «О начале и основании неравенства между людьми» (1770); Руссо и трагедия «Магомет» Вольтера (изд. 1798); «Поэма на победы, одержанные российской армией над турецкими войсками» (1770).
- Драмы: «Россы в Архипелаге» (1772), «Торжество дружбы» (1773), «3ельмира и Смелон, или взятию Измаила» (1795).
- «Рассуждение Ж. Ж. Руссо на вопрос: какая добродетель есть самонужнейшая героям, и которые суть те герои, кто оной добродетели не имели?» Пер. с фр. Москва. 1770 г.
- Эпистола графу Григорию Григорьевичу Орлову" (вероятно, 1771 г.)

Остались неопубликованными: «История о Пугачёве» и «Описание кавказских народов».
Пьеса «Магомет, трагедия в 5-ти действиях Вольтера» в его переводе была поставлена в 1798 г. на сцене Петербургского театра.

## Семья
Жена (с 1785 года) — Прасковья Андреевна Закревская (02.09.1765—1816), фрейлина двора, дочь действительного статского советника, директора Императорской академии художеств, Санкт-Петербургского уездного предводителя дворянства А. О. Закревского (1742—1804), племянника графа К. Г. Разумовского, и М. И. Одоевской. Крестница графа А. Ф. Апраксина и графини Е. И. Разумовской. Была статс-дамой, при дворе славилась своей красотой и была фавориткой светлейшего князя Г. А. Потемкина. По отзывам А. В. Кочубея, «она была женщиной взбалмошной и безнравственной, имела много связей, прежде чем вышла второй раз замуж за офицера Измайловского полка, который также ещё до свадьбы, был у неё на содержании». В браке имела двух сыновей:
- Григорий (1786—26.08.1812) — погиб под Бородино.
- Сергей (1787—1858) — писатель; был женат княжне Елизавете Петровне Трубецкой (1796—после 1870).